# Tuinbouwschool (Vilvoorde)

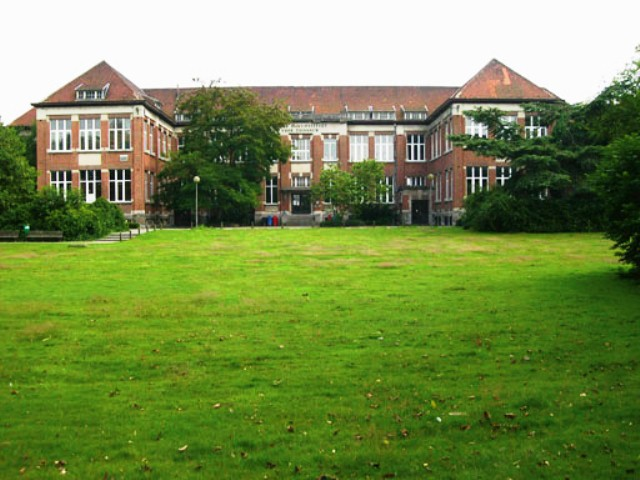
Hoofdgebouw

De tuinbouwschool van Vilvoorde (voorheen Hoger Rijksinstituut voor Tuinbouw, thans HORTECO) is een instelling voor agrarisch onderwijs in de stad Vilvoorde.
De school ligt op een uitgestrekt domein ten noordoosten van het stadscentrum van Vilvoorde aan de De Bavaylei.

## Geschiedenis
De tuinbouwschool heeft een lange geschiedenis die teruggaat tot de begindagen van het Koninkrijk België. Nadat misoogsten in de jaren 1840 hadden geleid tot een hongersnood bij de arme bevolking in Vlaanderen, besliste de regering tot de oprichting van verschillende middelbare landbouwscholen, waar de praktijk centraal staat. In december 1848 sloot eerste minister Charles Rogier een overeenkomst met Laurent de Bavay. De Bavay was een eigenaar van de boomkwekerij Pépinières Royales op wat nu het zuiden van de schoolsite is.
De Middelbare Praktische Tuinbouwschool van de Staat werd gesticht op 30 april 1849. Het beheer van de school werd 'persoonlijk' toegewezen aan Laurent de Bavay, die de eerste directeur werd. De terreinen van de school worden niet door de Belgische Staat gekocht, maar blijven in handen van de familie de Bavay. De eerste school bestond uit een eenvoudig lokaal aan de Leuvensesteenweg. Het onderwijs in de tuinbouwschool was gericht op de lagere klassen, niet enkel om de voedselzekerheid bij deze groepen te verzekeren, maar ook om meer opportunistische redenen: "destinée plus particulièrement aux jeunes gens de la classe inférieure dans laquelle se recrutent habituellement les jardiniers" (A.Wauters) Het eerste jaar werden twaalf inwonende leerlingen onderwezen. Naast enkele uren onderwijs, moesten de leerlingen echter ook werken op de school. De leerlingen werden hiervoor niet vergoed, maar ontvingen gratis onderricht en verblijf.
Wanneer Laurent de Bavay in 1853 overlijdt, volgt zijn zoon, Xavier hem op. Xavier de Bavay koopt in 1860 een terrein van drie hectare aan langs de spoorweg Brussel-Mechelen, waarop de huidige tuinbouwschool gevestigd werd. Daarnaast werden ook boomgaarden en plantenverzamelingen aangelegd.
Rond 1870 wordt er ten zuiden van de school een directeursvilla gebouwd (de Bavaylei 112). In 1875 werd het persoonlijke beheer van de school, dat was toegewezen aan de familie de Bavay, overgenomen door de Belgische Staat. Ongeveer vijf jaar later wordt er een tweede directeursvilla gebouwd langs de huidige de Bavaylei (de Bavaylei 114).
In 1890 wordt er naast de tuinbouwafdeling ook een landbouwafdeling opgericht. Van 1898 tot 1899 legt de tuinbouwschool in samenwerking met de stad Vilvoorde het Hanssenspark aan in het centrum van Vilvoorde. In 1898 koopt de overheid dan toch de gebouwen en de terreinen over van de familie.  Een jaar later komt er ook een afdeling 'koloniale studies'. Rond de eeuwwisseling werd de school door de befaamde landschapsarchitect Louis Fuchs, leraar aan de school, verfraaid met een landschapspark. De school bereikt het hoogtepunt van haar faam in de eerste helft van de twintigste eeuw. Zo breidt de school uit en vergroot haar terreinen op de site sterk, vooral naar het noorden toe. Er wordt een filiaal in Kopenhagen gesticht, waar de Vilvordevej in Kopenhagen nog aan herinnerd. In 1931 wordt een groot nieuw hoofdgebouw gebouwd.
Tot het begin van de 21e eeuw werd er ook hoger onderwijs aangeboden op de school. Omwille van de rationalisering van het hoger onderwijs gingen de opleidingen van Horteco op in de Brusselse Erasmushogechool. Niet veel later verhuisden de opleidingen naar de campus aan het UZ Jette.